# ويليام هنري كيرتز
ويليام هنري كيرتز هو محامي وسياسي أمريكي، ولد في 31 يناير 1804 في يورك في الولايات المتحدة، وتوفي في 24 يونيو 1868. نشط حزبياً في الحزب الديمقراطي. وقد انتخب عضو مجلس النواب الأمريكي ‏.